# Chotěšice
Chotěšice (en allemand : Chotieschitz) est une commune du district de Nymburk, dans la région de Bohême-Centrale, en République tchèque. Sa population s'élevait à 325 habitants en 2020.

## Géographie
Chotěšice se trouve à 6 km au sud de Kopidlno, à 20 km au nord-est de Nymburk et à 64 km à l'est-nord-est de Prague.
La commune est limitée par Kopidlno, Budčeves, Běchary et Židovice au nord, par Kněžice à l'est, par Záhornice au sud, et par Dymokury à l'ouest.

## Histoire
La première mention écrite de la localité date de 1199.

## Galerie

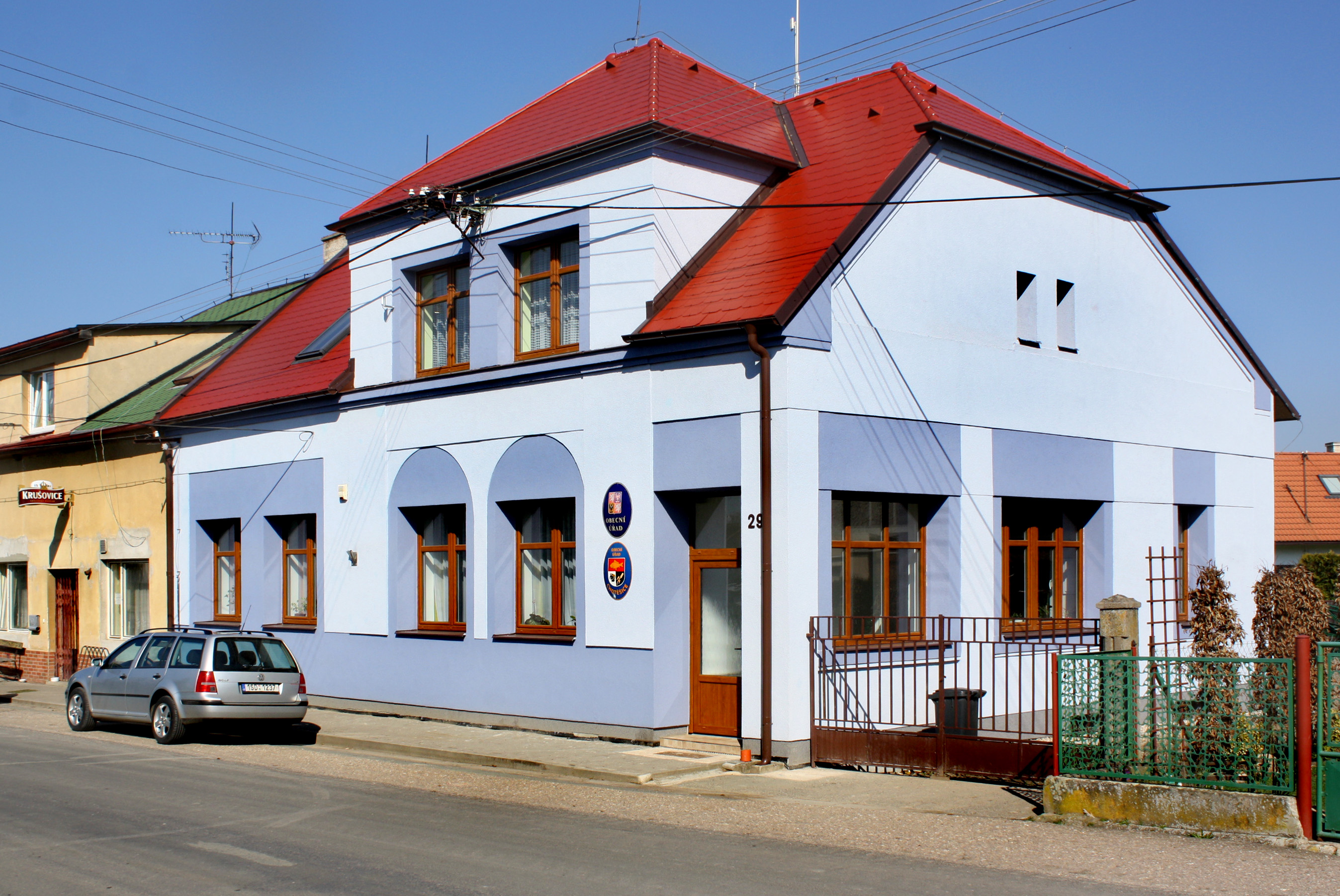
Chotěšice : la mairie.
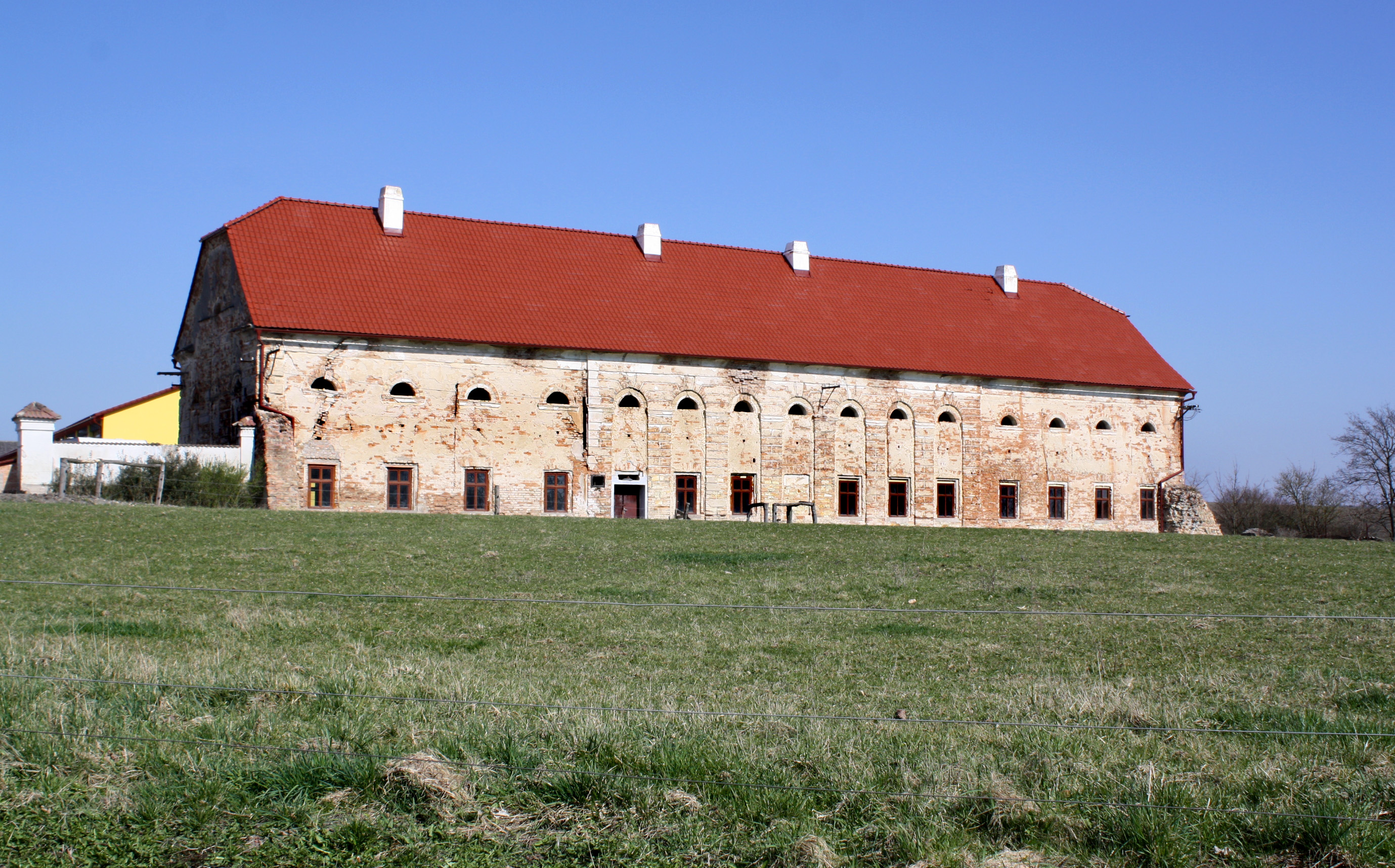
Un ancien grenier à l'extrémité ouest du village.

## Administration
La commune se compose de cinq quartiers :
- Chotěšice
- Břístev
- Malá Strana
- Nouzov
- Nová Ves